# Бобков, Борис Фёдорович
Борис Фёдорович Бобков (1903—1978) — советский оперный певец (тенор).

## Биография
Родился 5 (18) февраля 1903 года в Киеве.
Окончил Киевский музыкально-драматический институт в 1929 году (класс Е. А. Муравьёвой). В 1928—1934 годах был солистом Киевского театра оперы и балета, затем работал в Ленинграде, а с 1935 года до 1963 года — в Большом театре в Москве.
Умер 18 февраля 1978 года в Москве. Похоронен на Введенском кладбище (уч. 20).
И. И. Петров вспоминал:

Борис Федорович Бобков, тоже обладавший лирическим тенором, был стройным красивым человеком с голубовато-серыми глазами, доброй улыбкой. Он нравился публике, особенно женщинам, в партиях Альфреда, Ленского, Дубровского. Правда, его карьера продолжалась не очень долго, и голос стал звучать чуть хуже, потускнел.— Четверть века в Большом: Жизнь. Творчество. Размышления. — М.: Алгоритм, 2003. — 384 с. — ISBN 5-9265-0085-0

## Оперные партии
- Петро, Андрей («Наталка Полтавка», «Тарас Бульба» Н. Лысенко)
- Рудковский («Кармелюк» В. Костенко)
- Зиновий («Яблоневый плен» О. Чишка)
- Ленский, Герман, Водемон («Евгений Онегин», «Пиковая дама», «Иоланта» П. Чайковского)
- Князь («Русалка» А. Даргомыжского)
- Князь Гвидон, боярин Иван Сергеевич Лыков («Сказка о царе Салтане», «Царская невеста» Н. Римского-Корсакова)
- Князь Синодал («Демон» А. Рубинштейна)
- Фауст («Фауст» Ш. Гуно)
- Альфред Жермон, Герцог Мантуанский («Травиата», «Риголетто» Дж. Верди)
- Дон Хозе («Кармен» Ж. Бизе)
- Каварадосси, Пинкертон («Тоска», «Мадам Баттерфляй» Дж. Пуччини)
- Лоэнгрин («Лоэнгрин» Р. Вагнера)
- Граф Альмавива («Севильский цирюльник» Дж. Россини).